# Llista de monarques xinesos

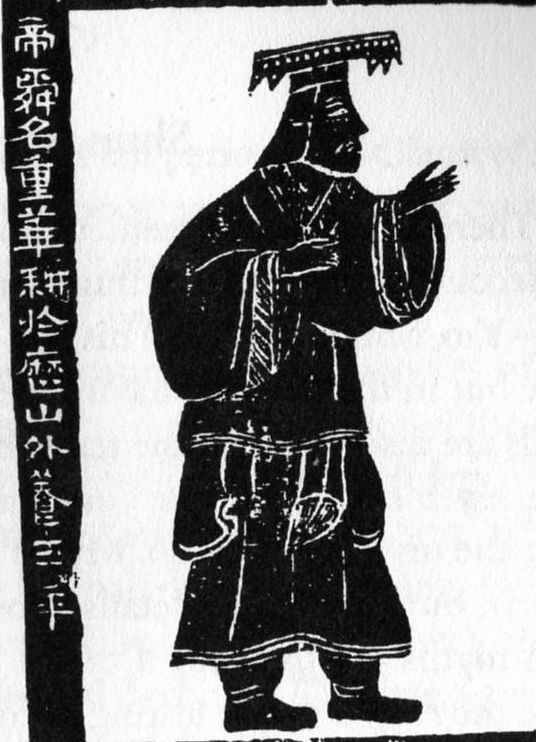
L'Emperador Shun–a un mural pintat de la dinastia Han

La següent llista de monarques xinesos és de cap manera exhaustiva. Des de la dinastia Shang a la dinastia Qin, els governants solien tenir el títol de "rei" (en xinès: 王 Wáng). Amb la divisió de la Xina en els Regnes Combatents, aquest títol es va fer tan comú que l'unificador de la Xina, el primer emperador de Qin, Qin Shi Huang, va crear un nou títol per ell mateix, eixe d'"Emperador" (皇帝 Huángdì). Aquest títol d'Emperador de la Xina continuà sent usat per a la resta de la història imperial de la Xina, fins a la caiguda de la dinastia Qing el 1912. Tot i que molts altres monarques van existir a la Xina i els seus voltants al llarg de la seva història, aquesta llista inclou només aquells que manaven quasi legítimament sobre la majoria de la Xina, o aquells que tradicionalment han estat nomenats en les llistes de reis.
Els monarques xinesos foren coneguts per molt diversos noms, i com haurien de ser identificats és de vedades confús. De vegades, el mateix emperador que es coneix comunament per dos o tres noms separats, o el mateix nom és usat pels emperadors de diferents dinasties. Les taules a continuació no inclouen necessàriament tots els noms d'un emperador - per exemple, els noms pòstums podria referir-se a més de vint personatges i rares vegades s'utilitzen en l'escriptura històrica - però en la mesura possible, el nom més comunament usat o la convenció de nomenclatura ha estat indicat.
Aquesta taula no sempre representa la informació més actualitzada sobre els monarques xinesos, si vos plau revisei la pàgina de la dinastia més adient per la informació addicional possible.

## Període dels Tres Augustos i Cinc Emperadors 三皇五帝
Tot i que està arrelat en la mitologia xinesa que els primers governants mitològics de la Xina incloïen tres huáng (皇, generalment traduït com "Sobirà" o "aquell August", denotant l'estatus de semi-Déu) i cinc dì (帝, generalment traduït per ‘emperador’, però denotant l'estatus molt més reverent que el terme modern d'"Emperador"), les seves identitats han diferit entre les diferents fonts, amb algunes persones, com l'Emperador Groc serà considerat tant sobirà com emperador, depenent de la font. Els dos caràcters que més tard serien ajuntats per Qin Shi Huang per formar el nou títol de huángdì (皇帝, Emperador), pretenent així l'estatus de llegenda per a si mateix.
| Augustos/Emperadors | Nom a títol pòstum | Nom a títol pòstum | Nom personal | Anys de regnat |
| --- | --- | --- | --- | --- |
| Sobirà1,4,5 (Emperador3) | Nüwa | 女媧 | — | (180.000 anys) |
| Sobirà (Emperador3) | Youchao | 有巢 | — | (110.000 anys) |
| (Sobirà4) Emperador3 | Suiren | 燧人 | Suiren | (456.000 anys) |
| Sobirà1,4,5 (Emperador2,3) | Fuxi | 伏羲 | Fuxi | 2852–2737 aEC |
| Sobirà¹ (Emperador2,3) | Yandi | 炎帝 | Shennong | 2737–2699 aEC |
| (Sobirà⁵) Emperador1,2 | Huangdi | 黃帝 | Gongsun Xuanyuan | 2699–2588 aEC |
| Emperador² | Jin Tian | 金天 | Shaohao | 2587–2491 aEC |
| Emperador1,2 | Zhuanxu | 顓頊 | Gaoyang | 2490–2413 aEC |
| Emperador¹ | Ku | 帝嚳 | Gaoxin | 2412–2343 aEC |
| Emperador¹ | Zhi | 摯 | Qingyang-shi | 2343–2333 aEC |
| Emperador¹ | Yao | 堯 | Yaotang-shi | 2333–2234 aEC |
| Emperador¹ | Shun | 舜 | Youyu-shi | 2233–2184 aEC |
| 1 — Segons els Registres del Gran Historiador. 2 — Segons les Cançons de Chu. 3 — Segons el Llibre dels Ritus. 4 — Segons el Shangshu dazhuan (尚書大傳) i Baihu tongyi (白虎通義). 5 — Segons el Diwang shiji (帝王世紀) | 1 — Segons els Registres del Gran Historiador. 2 — Segons les Cançons de Chu. 3 — Segons el Llibre dels Ritus. 4 — Segons el Shangshu dazhuan (尚書大傳) i Baihu tongyi (白虎通義). 5 — Segons el Diwang shiji (帝王世紀) | 1 — Segons els Registres del Gran Historiador. 2 — Segons les Cançons de Chu. 3 — Segons el Llibre dels Ritus. 4 — Segons el Shangshu dazhuan (尚書大傳) i Baihu tongyi (白虎通義). 5 — Segons el Diwang shiji (帝王世紀) | 1 — Segons els Registres del Gran Historiador. 2 — Segons les Cançons de Chu. 3 — Segons el Llibre dels Ritus. 4 — Segons el Shangshu dazhuan (尚書大傳) i Baihu tongyi (白虎通義). 5 — Segons el Diwang shiji (帝王世紀) | Aquests individus són considerats llegendaris, i no són necessàriament històrics. Les dates tradicionals són proveïdes. |